# Life Inside Out
Life Inside Out es una  película independiente dramática estadounidense del año 2013 dirigida por Jill D'Agnenica con guion de Maggie Baird y Lori Nasso y protagonizada por Maggie Baird, Finneas O'Connell, David Cowgill, Lori Nasso, William Dennis Hunt, y Goh Nakamura. La película relata la historia de una mujer de mediana edad que redescubre la pasión que tenía por la música durante su juventud la cual usa para conectarse con su problemático hijo  adolescente, quien pronto descubre sus propias habilidades musicales.
El filme se estrenó en el Heartland Film Festival de 2013 ganando tanto el Crystal Heart Award por Narración en Largometraje como el premio al Mejor Estreno. Se proyectó en la pantalla de otros 20 festivales de cine ganando 15 premios. La película tuvo una temporada limitada de estreno en salas de cine a partir del 17 de octubre de 2014 y fue lanzada en DVD y VOD el 21 de abril de 2015 por Monarch Home Video.

## Argumento
La película cuenta la relación entre Laura Shaw, una madre entregada al cuidado de sus tres hijos, y su hijo menor Shane,  un adolescente que, por su carácter sensible, es una fuente de desilusiones para su padre y el blanco de las burlas de sus hermanos. 
La historia comienza cuando Laura encuentra su vieja guitarra escondida bajo la cama. Ella lo lleva a un centro de caridad junto con otros cuantos objetos no deseados, pero al intentar introducirla dentro de una caja, la guitarra no cabe en ella, así que acaba llevándosela de vuelta a casa. Pronto, Laura vuelve a tocar la guitarra, lo cual enciende otra vez su pasión por la música que tenía durante su juventud. Es entonces cuando, en un desesperado intento por evitar otra fiesta de scrapbooking de sus hermanas, Laura planea realizar su primera presentación en una noche de micrófono abierto. Finalmente Laura decide ir y aprovecha la ocasión para llevarse a su hijo menor Shane con ella después de que éste había discutido con su padre, y que además, estaba ansioso por escapar del viaje anual de pesca padre-hijo. Aunque la primera presentación de Laura es un desastre, Shane, quien solía ser un joven apartado y aislado de su familia y amigos, empieza a mostrar un inesperado interés por la música de su madre y la alienta a seguir adelante. Es así como Laura y su hijo siguen frecuentando las noches de karaoke a pesar de tener que atravesar por un difícil proceso de adaptación dentro de la variopinta "fauna" de músicos e inusuales personajes que frecuentan el club nocturno. Con el tiempo Laura logra florecer y Shane ahora parece un extraño en casa. Gradualmente ambos van adquiriendo confianza mientras siguen actuando en el club al mismo tiempo que sus relaciones familiares y sociales van mejorando. Pronto Shane, siguiendo los pasos de su madre, empieza a tocar la guitarra y escribir canciones por su propia cuenta y con la ayuda de sus nuevos amigos del club y videos en YouTube, rápidamente desarrolla sus habilidades musicales sorprendiendo a Laura y a toda su familia. A través de la música, Laura logra concretar su pasión por la música que había adquirido desde su juventud y ayuda a su hijo Shane a pasar de ser un adolescente problemático e inadaptado a ser un artista musical. Además madre e hijo desarrollan una conexión que no solo los acerca a ellos, sino que además también los acerca a los seres que aman.

## Reparto
- Maggie Baird como Laura Cushman Shaw.
- Finneas O'Connell como Shane Shaw.
- David Cowgill como Mike Shaw.
- Lori Nasso como Lydia Cushman.
- William Dennis Hunt como Bill Cushman.
- Goh Nakamura como "Uncle" (tío) Sam Kansaki.
- Orson Ossman como Devon Shaw.
- Roscoe Brandon como Eli Shaw.
- Emma Bell como Keira.
- Alexandra Wilson como Vicky.
- Patrick O'Connell como Skip.
- Emily Jordan como Lucy.
- Kalilah Harris como Chloe.

## Músicos destacados
- Xenia como Xenia.
- Goh Nakamura como "Uncle" (tío) Sam Kansaki.
- Yogi Lonich como Yogi.
- Steve McMorran como Steve.
- Cindy Shapiro como Cherelle.
- Emma Bell como Keira.
- Joe Hart como Wayne.

## Producción
Gran parte de "Life Inside Out" se inspiró en las experiencias reales de Maggie Baird y Lori Nasso en sus presentaciones de noches de micrófono abierto. Maggie Baird y Finneas O'Connell son madre e hijo en la vida real. Maggie y Finneas escribieron todas las canciones que aparecen en la película. Además, los cineastas contrataron a otros cantantes y compositores para tocar su música en las escenas de noche de micrófono abierto y usaron el trabajo de varios otros como fuente de música. La mayor parte del presupuesto de la película se aseguró a través de una exitosa campaña de Kickstarter en 2012, recaudando más de $41,000 dólares para la producción de la película.

## Filmación
La película fue filmada en Los Ángeles y sus alrededores en 15 días y medio con una cámara Red Epic por el camarógrafo Guido Frenzel. Las escenas del club fueron rodadas en el Club Cafe Nocturno Fais Do-Do de Los Ángeles y las escenas de la casa se grabaron en la casa real de los Baird.

## Estreno
La película se presentó en 20 festivales de cine incluyendo el Heartland Film Festival, el Cleveland International Film Festival, el Phoenix Film Festival, el San Luis Obispo International Film Festival, el Palm Beach International Film Festival, y el Port Townsend Film Festival ganando 15 premios, incluidos 4 premios a la mejor narrativa y 4 premios por audiencia. La película tuvo una temporada limitada de estreno en salas de cine a partir del 17 de octubre de 2014 y fue lanzada en DVD y VOD el 21 de abril de 2015 por Monarch Home Video.

## Banda sonora
| N.º | Título                                             | Artista                            | Duración |  |
| 1.  | «Superhero»                                        | The Slightlys                      | 3:54     |  |
| 2.  | «For Every Road»                                   | Maggie Baird                       | 3:31     |  |
| 3.  | «Mask of Lies»                                     | The Slightlys                      | 2:46     |  |
| 4.  | «Let's Take it Slow»                               | Maggie Baird                       | 3:58     |  |
| 5.  | «Who's that Old Gal?»                              | Maggie Baird                       | 3:24     |  |
| 6.  | «Just a Little Drop of Poison»                     | Maggie Baird                       | 3:48     |  |
| 7.  | «Call Me When You Find Yourself»                   | Finneas O'Connell and Maggie Baird | 4:09     |  |
| 8.  | «Don't Forget Me»                                  | The Slightlys                      | 2:29     |  |
| 9.  | «I Know»                                           | Maggie Baird                       | 3:38     |  |
| 10. | «Maybe I'm Losing My Mind»                         | Finneas O'Connell                  | 3:40     |  |
| 11. | «Biggest Fan»                                      | Maggie Baird                       | 3:02     |  |
| 12. | «Your Mother's Favorite»                           | Finneas O'Connell                  | 5:11     |  |
| 13. | «Call Me When You Find Yourself (Credits Version)» | Finneas O'Connell and Maggie Baird | 3:42     |  |
| 14. | «Hiding Places»                                    | Xenia                              | 4:04     |  |
| 15. | «Long Time Coming»                                 | Yogi                               | 3:46     |  |
| 16. | «Here's a Secret»                                  | Goh Nakamura                       | 3:00     |  |
| 17. | «Ring the Bells»                                   | Steve McMorran                     | 4:43     |  |
| 18. | «Until Today»                                      | Yvonne Meek                        | 3:52     |  |
| 19. | «Firecracker»                                      | Frentik                            | 3:24     |  |
| 20. | «So Easily»                                        | Yogi                               | 3:08     |  |
| 21. | «Close My Eyes»                                    | Hello Elettra                      | 3:18     |  |
| 22. | «How Many Days»                                    | Joshua Smith                       | 3:20     |  |
| 23. | «A Boy»                                            | Chase Bell                         | 2:44     |  |
| 24. | «Belle Louise»                                     | Dustone Cinema                     | 8:17     |  |
| 25. | «I'm Not Crazy»                                    | Jakey Lee                          | 4:25     |  |
| 26. | «No One Loves Me Like You Do»                      | James Paige Morrison               | 3:25     |  |
| 27. | «Larry the Magnificent»                            | Larry Treadwell                    | 2:00     |  |
| 28. | «4AM»                                              | Forty Feet Tall                    | 4:32     |  |

## Recepción
La película obtuvo una puntuación del 63% basado en 8 reseñas según Rotten Tomatoes. En Metacritic tiene un puntaje promedio de 57 sobre 100 basado en las revisiones de 4 críticos. La asociación benéfica familiar de índices de audiencia The Dove Foundation le dio a Life Inside Out su más alta calificación de 5 Doves afirmando que "esta es una extraordinaria historia con maravillosa música". Common Sense Media escribió: "Los padres necesitan saber que el amor, el respeto y la aceptación dentro de la familia son los valores que Life Inside Out mantiene cerca de su corazón", dándole una calificación de 3 estrellas. Gary Goldstein de Los Angeles Times dijo en su reseña: "Life Inside Out es un tierno y conmovedor drama en el cual corazón y cabeza están justamente en el lugar correcto. Las atractivas actuaciones naturalistas y los bien explorados problemas de la vida real se suman al absorbente realismo de esta cautivadora película" Katherine Vu de LA Weekly la llamó "una apasionante historia". Sheri Linden de The Hollywood Reporter escribió: "La sincera franqueza de la película reside en sus realistas personajes —especialmente Maggie Baird en su primera presentación— y son los que la convierten en una película atractiva y apasionante. Su tendencia a detallar cada emoción y tema en los perfectamente adecuados diálogos evita que éstos impacten negativamente en casi todos los sentidos." Ben Kenigsberg escribió en The New York Times: "Life Inside Out es tan seria que la exageración de Hollywood hubiera sido bien recibida. Es un placer ver a Maggie y Finneas actuar, sus estilos de actuación se complementan el uno al otro como un perfecto dúo. Sus duetos musicales también son hermosos, contribuyendo a que la banda sonora de la película resultara premiada. Con su placentera música, sus sinceras actuaciones y su conmovedor guion, esta encantadora película es una de las más destacadas empezando 2015".